# Audio Engineering Society

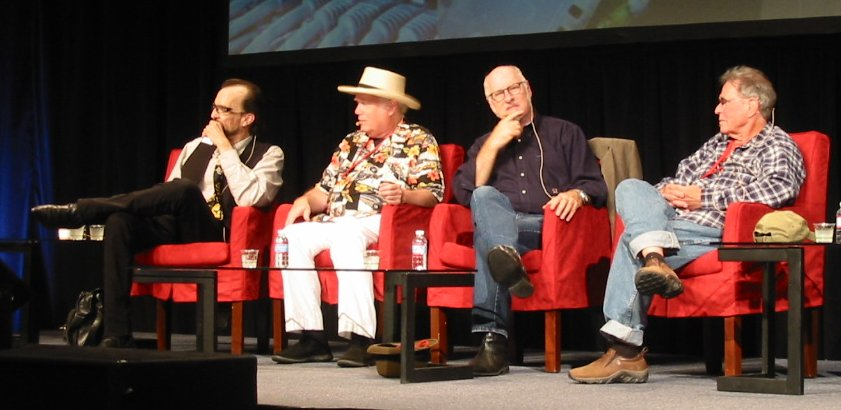
Panel de discusión en la Convención de Ingeniería de Audio en San Francisco, 27 de octubre de 2012.

Audio Engineering Society (AES) es la mayor asociación mundial de ingenieros de sonido. Fundada en 1948, organiza conferencias internacionales, edita una revista científica (JAES, desde 1953, al principio 4 números, a partir del 1971 10 números al año) y elabora normas y recomendaciones para el ámbito de la ingeniería de audio.
La sede principal de la asociación se encuentra en Nueva York, teniendo secciones en 41 regiones geográficas de la tierra.